# Règle de Bredt
 (février 2021).
La mise en forme du texte ne suit pas les recommandations de Wikipédia : il faut le « wikifier ».
Les points d'amélioration suivants sont les cas les plus fréquents :
- Les titres sont pré-formatés par le logiciel. Ils ne sont ni en capitales, ni en gras.
- Le texte ne doit pas être écrit en capitales (les noms de famille non plus), ni en gras, ni en italique, ni en « petit »…
- Le gras n'est utilisé que pour surligner le titre de l'article dans l'introduction, une seule fois.
- L'italique est rarement utilisé : mots en langue étrangère, titres d'œuvres, noms de bateaux, etc.
- Les citations ne sont pas en italique mais en corps de texte normal. Elles sont entourées par des guillemets français : « et ».
- Les listes à puces sont à éviter, des paragraphes rédigés étant largement préférés. Les tableaux sont à réserver à la présentation de données structurées (résultats, etc.).
- Les appels de note de bas de page (petits chiffres en exposant, introduits par l'outil «  Source ») sont à placer entre la fin de phrase et le point final[comme ça].
- Les liens internes (vers d'autres articles de Wikipédia) sont à choisir avec parcimonie. Créez des liens vers des articles approfondissant le sujet. Les termes génériques sans rapport avec le sujet sont à éviter, ainsi que les répétitions de liens vers un même terme.
- Les liens externes sont à placer uniquement dans une section « Liens externes », à la fin de l'article. Ces liens sont à choisir avec parcimonie suivant les règles définies. Si un lien sert de source à l'article, son insertion dans le texte est à faire par les notes de bas de page.
- La présentation des références doit suivre les conventions bibliographiques. Il est recommandé d'utiliser les modèles {{Ouvrage}}, {{Chapitre}}, {{Article}}, {{Lien web}} et/ou {{Bibliographie}}. Le mode d'édition visuel peut mettre en forme automatiquement les références.
- Insérer une infobox (cadre d'informations à droite) n'est pas obligatoire pour parachever la mise en page.

Pour une aide détaillée, merci de consulter Aide:Wikification.
Si vous pensez que ces points ont été résolus, vous pouvez retirer ce bandeau et améliorer la mise en forme d'un autre article.
La règle de Bredt est une observation empirique en chimie organique qui stipule qu'une double liaison ne peut pas être placée à la tête de pont d'un système de cycles pontés, à moins que les cycles ne soient suffisamment grands. La règle est nommée d'après Julius Bredt, qui en a discuté pour la première fois en 1902 et l'a codifiée en 1924. Elle concerne principalement les têtes de pont à doubles liaisons carbone-carbone et carbone-azote.
Par exemple, les deux isomères suivants, des isomères du norbornène, violent la règle de Bredt, ce qui les rend trop instables pour être préparés :
Sur la figure, les atomes têtes de pont impliqués dans la violation des règles de Bredt sont surlignés en rouge.
La règle de Bredt est une conséquence du fait qu'avoir une double liaison sur une tête de pont équivaudrait à avoir une double liaison trans sur un cycle, ce qui n'est pas stable pour les petits cycles (moins de huit atomes) en raison d'une combinaison de tension du cycle, et tension angulaire (alcène non planaire). Les orbitales p de l'atome de tête de pont et des atomes adjacents sont orthogonales et ne sont donc pas alignées correctement pour la formation de liaisons pi. Fawcett a quantifié la règle en définissant S comme le nombre d'atomes non tête de pont dans un système cyclique, et a postulé que la stabilité exigeait S ≥ 9 dans les systèmes bicycliques  et S ≥ 11 dans les systèmes tricycliques. Il y a eu un programme de recherche actif pour rechercher des composés incompatibles avec la règle, et pour les systèmes bicycliques une limite de S ≥ 7 est maintenant établie, plusieurs de ces composés ayant été préparés. Le système norbornène ci-dessus a S = 5 et ils ne sont donc pas préparables.
La règle de Bredt peut être utile pour prédire quel isomère est obtenu à partir d'une réaction d'élimination dans un système cyclique ponté. Elle peut également s'appliquer aux mécanismes de réaction qui passent par des carbocations et, dans une moindre mesure, par des radicaux libres, car ces intermédiaires, comme les atomes de carbone impliqués dans une double liaison, préfèrent avoir une géométrie plane avec des angles de 120 degrés et une hybridation sp2. La règle permet également la rationalisation des observations. Par exemple, l'acide bicyclo [5.3.1] undécane-11-one-1-carboxylique subit une décarboxylation par chauffage à 132 °C, mais l'acide [2.2.1] heptan-7-one-1-carboxylique composé similaire reste stable au-delà de 500 °C, bien que les deux soient des β cétoacides avec le groupe carbonyle sur un pont à un carbone et le groupe carboxylate sur la tête de pont. Le mécanisme de décarboxylation implique un intermédiaire énolate, qui est une S = 9 espèces dans le premier cas et un S = 5 espèces dans ce dernier, empêchant la décarboxylation dans le plus petit système cyclique.
Une molécule anti-bredt est une molécule qui existe et qui est stable (dans certains paramètres) malgré cette règle. Un exemple récent (2006) d'une telle molécule est le tétrafluoroborate de 2-quinuclidonium. Les doubles liaisons de tête de pont peuvent être trouvées dans certains produits naturels, discutés dans une revue par Mak, Pouwer et Williams, et une revue plus ancienne par Shea a examiné les alcènes de tête de pont plus généralement. Une méthode plus générale de synthèse a été découverte en 2024 par des chimistes de l'Université de Californie à Los Angeles.